# Sabina (huile d'olive)
Pour les articles homonymes, voir Sabina.

Logo du consortium Sabina DOP.

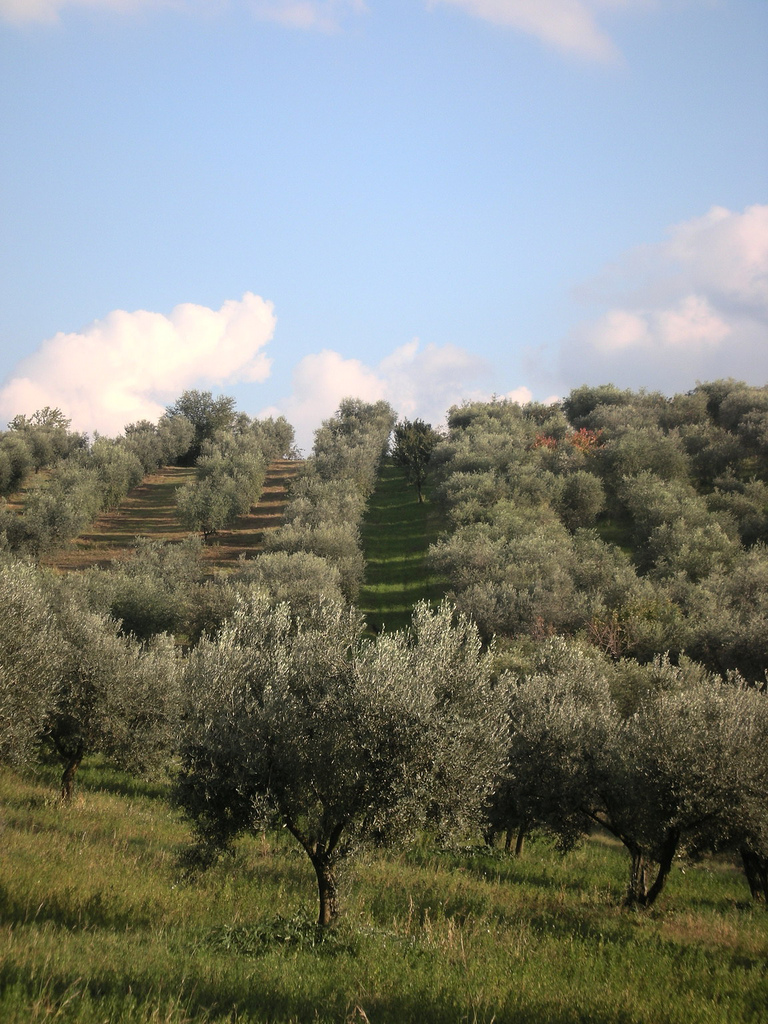
Oliveraie de Sabina

Sabina DOP est le nom donné à une huile extra vierge d'olive (en italien : olio extravergine di oliva) provenant des provinces de Rome et de Rieti.
Depuis le 2 juillet 1996, la dénomination Sabina est protégée au niveau européen par une appellation d'origine protégée (AOP).

## Histoire
La culture de l'olivier dans la région considérée est pratiquée depuis plusieurs millénaires. Son aire de production est mentionnée par Caton l'Ancien, Horace et Columelle, et le Regestro Farfense, maintenant conservé à l'abbaye de Farfa, contient des références historiques sur les oliviers de Sabina. Enfin, à Fara in Sabina la frazione de Canneto (it) abrite l'olivier le plus ancien d'Europe dont le bois soumis à une analyse au carbone 14 révèle un âge d'environ 2 000 ans.  

## Aire géographique
Son territoire est entièrement délimité à l'est par la rivière du Tibre qui comprend les communes situées  au nord-est de Rome et au sud-ouest de Rieti.

## Méthode d'obtention
Elle est produite à partir d'olives saines de variétés Carboncella, Salviana, Olivago,  Pendolino,  Leccino et  Rosciola. Récoltée à partir de la période de véraison, sa production ne peut être supérieur à 6 300 kg/ha avec un rendement en huile de 25 % maximum. Pour l'extraction de l'huile, seuls sont admis des procédés mécaniques et physiques permettant de produire des huiles conformes aux caractéristiques originales du fruit.